# Pristimantis jubatus
Pristimantis jubatus es una especie de anfibio anuro de la familia Craugastoridae.

## Distribución geográfica
Esta especie es endémica del departamento del Cauca en Colombia. Se encuentra en El Tambo, en el parque nacional natural Munchique, entre los 2550 y 2750 m sobre el nivel del mar en la Cordillera Central.

## Publicación original
- García & Lynch, 2006: A new species of frog (genus Eleutherodactylus) from a cloud forest in western Colombia. Zootaxa, n.º 1171, p. 39-45.[6]